# مدرسه پزشکی دانشگاه دوک
مدرسه پزشکی دانشگاه دوک (انگلیسی: Duke University School of Medicine) (دوک مد) دانشکده پزشکی دانشگاه دوک است که زیرنظر بیمارستان دانشگاه دوک فعالیت می‌کند. این مدرسه که در ۱۹۲۵ توسط جیمز بیوکنن دوک تأسیس شده، به عنوان یک مؤسسه سرشناس تحقیقات زیست پزشکی در جهان مشهور است.

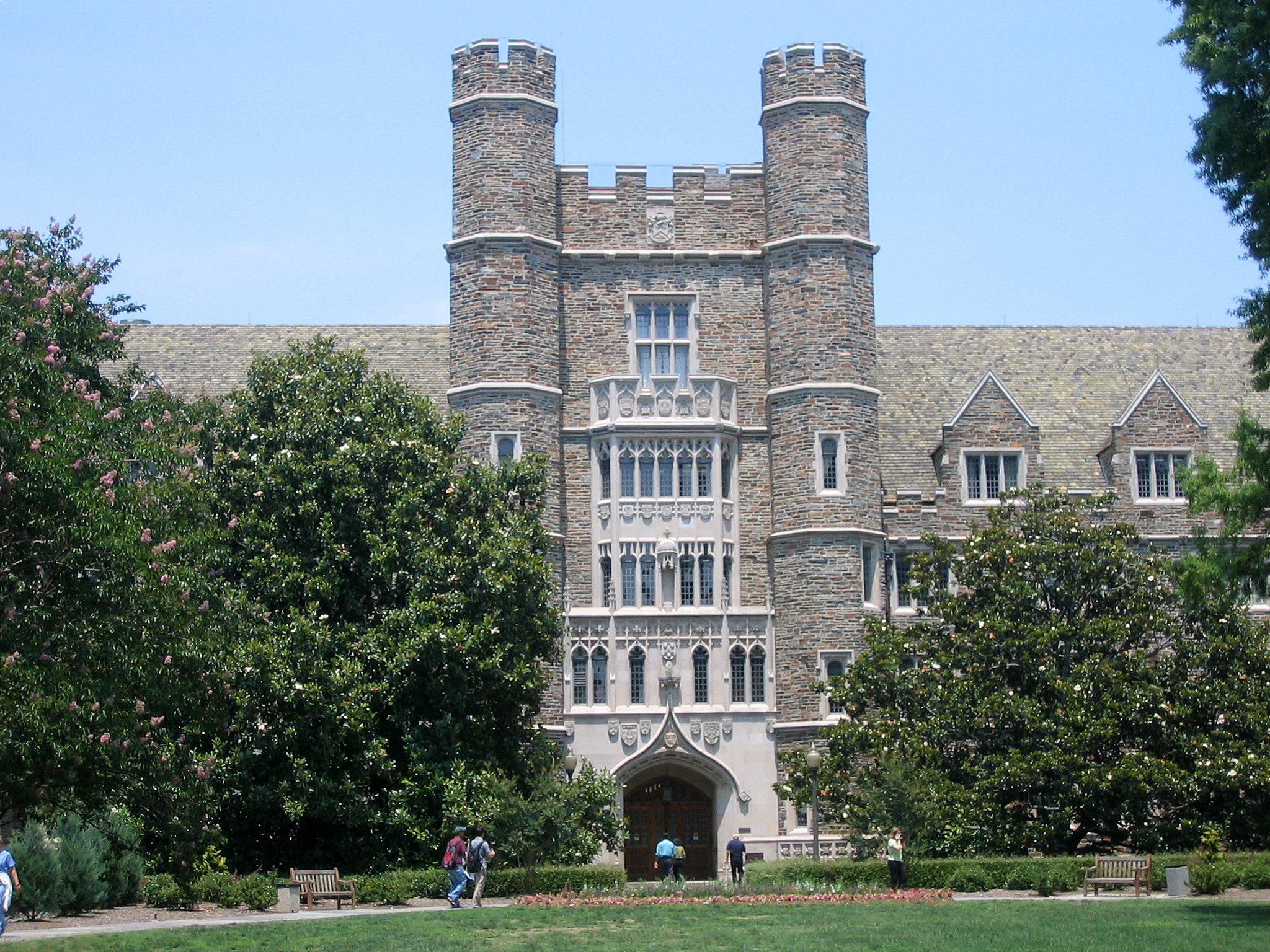
مدرسه پزشکی دانشگاه دوک

## هیئت علمی و دانش آموختگان سرشناس
- چارلز ئی بردی جونیور، فضانورد
- رابرت لفکوویتس، پزشک و بیوشیمیدان برنده نشان ملی علوم و جایزه نوبل شیمی سال ۲۰۱۲
- ران پال، پزشک (جراحی زنان و زایمان)، نماینده مجلس نمایندگان ایالات متحده آمریکا از تگزاس
- رند پال، جراح (چشم‌پزشکی)، سناتور ایالات متحده آمریکا از کنتاکی
- جان اس. ریچاردسون، بیوشیمیدان و برنده جایزه مکارتور
- پیتر آگره، برنده جایزه جایزه نوبل شیمی سال ۲۰۰۳
- برایان کبیلکا، پزشک و برنده جایزه نوبل شیمی سال ۲۰۱۲